# Jeff Bourne
Jeffrey Albert „Jeff“ Bourne  (* 19. Juni 1948 in Linton; † 31. Juli 2014 in Swadlincote) war ein englischer Fußballspieler. Der Stürmer gewann 1975 mit Derby County die englische Meisterschaft und spielte später erfolgreich in der US-amerikanischen NASL.

## Sportlicher Werdegang
Bourne spielte noch bis nach seinem 20. Geburtstag als Amateur für seinen Heimatverein Linton United, bevor es ihn 1969 zum aufstrebenden Erstligaaufsteiger Derby County zog. Trainer Brian Clough gab ihm zum Ende der Saison 1970/71 zwei erste Bewährungschancen, aber die Zukunftsperspektive schien für den zumeist in der Reservemannschaft auflaufenden Stürmer mehr als vage. Dies bewahrheitete sich in den folgenden beiden Spielzeiten, als Bourne weder in der Meistersaison 1971/72 noch im Jahr darauf, als der Verein auf dem siebten Abschlusstabellenplatz rangierte, zum Einsatz kam. Nach der Jahreswende 1973/74 kehrte Bourne unter Cloughs Nachfolger Dave Mackay in den Profikader zurück, was hauptsächlich auf große Verletzungsprobleme im Verein zurückzuführen war. Dabei führte er sich mit einem eigenen Tor zum 1:1 gegen Birmingham City am 1. Januar 1974 gut ein und zeigte sich danach mit acht Toren aus den anschließenden neun Spielen gut in Form. Zwar gelang ihm danach kein Treffer mehr, aber mit diesen Darbietungen hatte er sich für die Stammformation empfohlen. Mit der Verpflichtung von Francis Lee sah sich Bourne dann aber wieder auf die Ersatzbank verdrängt. Er stand nur bei sieben seiner 17 Einsätze in der Startelf. An dem Gewinn des englischen Ligatitels 1975 hatte er dessen ungeachtet seinen Anteil. In den beiden nächsten Jahren bestritt er für Derby County nur noch insgesamt elf Ligapartien und noch vor Ende der Saison 1976/77 zog es ihn im März 1977 zum Drittligisten Crystal Palace.
Mit neun Toren in den verbleibenden 15 Ligaspielen war Bourne zunächst maßgeblich mitverantwortlich für den Aufstieg des von Terry Venables trainierten Teams. Danach knüpfte er jedoch nicht mehr an die Leistungen an, traf in 17 Meisterschaftspartien der Saison 1977/78 nur noch einmal und wechselte danach in die US-amerikanische NASL. Dort war er 1976 bereits für Dallas Tornado angetreten und mit 15 Toren hatte er einen derartigen Eindruck hinterlassen, dass man sich dort für eine erneute Verpflichtung entschied. Bourne entwickelte sich in den Vereinigten Staaten zu einem Leistungsträger und bei seinen Stationen in Dallas (1976, 1978), bei den Atlanta Chiefs (1979, 1980) und den Seattle Sounders (1980, 1981) schoss er in insgesamt 132 Spielen 67 Tore. Zwischendurch hatte er in der Saison 1979/80 noch einmal in der dritten englischen Liga für Sheffield United gespielt, aber sein Fokus lag weiter jenseits des Atlantischen Ozeans. Dort engagierte er sich zu Beginn der 1980er-Jahre auch im Hallenfußball und spielte für die Seattle Sounders sowie später für die Wichita Wings. Dazu kamen Einsätze in der zweitklassigen American Soccer League für die Oklahoma City Slickers und die Dallas Americans.

## Titel/Auszeichnungen
- Englische Meisterschaft (1): 1975